# Diaris de Vampirs
Diaris de Vampirs (títol original en anglès The Vampire Diaries) és una sèrie de televisió estatunidenca de ficció desenvolupada per Kevin Williamson, basada en la novel·la The Vampire Diaries de L. J. Smith. La sèrie segueix la vida d'Elena Gilbert (Nina Dobrev), que s'enamora del vampir Stefan Salvatore (Paul Wesley), el qual es troba en un triangle amorós amb el germà, Damon Salvatore (Ian Somerhalder); ambdós germans són perseguits pel seu passat amb Katherine Pierce (també interpretada per Nina Dobrev). La sèrie té lloc al poble fictici de Mystic Falls, a Virgínia.
Quan Diaris de Vampirs es va estrenar a The CW Television Network el 10 de setembre de 2009, va atreure la major audiència de qualsevol sèrie, ja que la xarxa havia començat les seves emissions el 2006.
Als Països Catalans es pot veure la sèrie en català a través dels canals de Televisió de Catalunya TV3 i el Canal 3XL.

## Argument[calcitació]
Temporada 1
Quatre mesos després de l'accident de cotxe que va matar als seus pares,Elena Gilbert, de 18 anys i Jeremy Gilbert, de 15 anys, es troben desorientats alhora de continuar la seva vida sense ells. Elena ha deixat de ser la noia popular amigable d'institut, ara es troba lluitant per ocultar el seu dolor al món. Però en Jeremy es troba en un camí més perillós, on per superar el seu dolor fa servir les drogues. La seva jove i desorientada tieta Jenna es fa càrrec de la seva tutela.
En tornar al seu institut, “Mystic Falls High School”, Elena busca el suport dels seus millors amics – la seva millor amiga Bonnie Bennet, la seva amiga-enemiga Caroline Forbes i el seu exnovio Matt Donovan. En Jeremy per l'altra banda, busca l'atenció de Vicki, cosa que no aconsegueix, ja que està amb Tyler, el millor amic del Matt.
L'Elena i els seus amics queden fascinats pel nou guapíssim i misteriós noi del seu curs, Stefan Salvatore. Elena y Stefan són atrets tant un com de l'altre tot i que Elena troba un estrany comportament en ell. El que Elena no sap és que Stefan amaga un secret, ell és un vampir de més de 160 anys. Just quan la parella s'estava coneixent, Vicky és atacada i ferida amb una mossegada al coll.
Stefan preocupat per l'autor d'aquests atac torna a casa i troba al seu germà Damon, del qual no havia vist en els darrers 15 anys. El Damon és un vampir amb qui té una problemàtica historia. Damon entén perquè Stefan està amb Elena, ja que ella té una estranya semblança entre
Katherine Pierce, una noia que va estima un cecle abans, una noia que va portar la guerra entre els dos germans. Els dos germans tornen a lluitar per aconseguir l'amor d'Elena. Els germans tenen dos propòsits diferents, Stefan vol conèixer Elena i en Damon vol rescatar a Katherin de la tomba que es pensava que havia estat tancada durant tots aquests anys.
Temporada 2
Katherin Pierce apareix als inici de la temporada per ficar-se al mig del triangle amoros entre Elena, Stefan i Damon, del qual Elena no sap qui triar. Katherine transforma en vampir a l'amiga de Elena Caroline. I per si no fos suficient descobreixen que a Mystic falls, a part dels vampirs, hi ha unes altres criatures sobre naturals, els homes llop. El ser homes llop és una maledicció posada en la família d'en Tyler Lockwood.
Tayler i Caroline comencen una relació perillosa, ja que una mossegada d'home llop pot matar a un vampir. Apareix Klaus, un vampir original que vol trancar una maldició que li va posar una bruixa que no el deixava ser un híbrid, mig vampir, mig home llop. Per trencar aquest malefici es necessita diversos sacrificis i la pedra lunar. Elena era part de sacrifici però Stefan es decideix fer un pacte amb Klaus perquè pugui viure.
Temporada 3
Stefan durant l'estiu ha estat amb Klaus, cosa que li ha fet depertar el seu costat més fosc. Damon i l'Elena passen totl'estiu junts buscant l'Stefan, cosa que fa que es despertin els sentiments sobre ell. Jeremy veu els fantasmes del seu passat cosa que afecta a la seva nova relació amb Bonnie Bennet. Comencen una lluita entre els vampirs originals i el protagonistes on acaba amb la mort de Elena amb sang de vampir al seu sistema, cosa que fa que es transformi en un vampir.
Temporada 4
Aquesta temporada comença amb Elena Gilbert convertida en vampira després de la seva mort a la temporada anterior. L’Elena ha de fer front a la seva nova natura, mentre que els seus vincles amb Damon i Stefan es compliquen. Klaus Mikaelson continua sent una amenaça per a Mystic Falls, i els personatges han de lluitar per protegir els seus secrets i les seves vides. Un altre aspecte clau de la temporada és la presència de la familia Mikaelson, amb Klaus i Elijah com a figures centrals de l’argument. A més, la temporada explora el poder de la màgia i el sacrifici, amb Bonnie Bennett involucrada en accions que afectaran l’equilibri entre la vida i la mort.
Temporada 5
Aquesta temporada inicia amb l’Elena i els Salvatore lluitant per tornar a la normalitat després dels esdeveniments de la temporada anterior. Un dels elements més destacats és l’arribada de l’“Altre Costat”, el món on les ànimes mortes es perden. A més, s'introdueix Enzo St. John, un personatge que té un passat lligat als experiments del Dr. Whitmore. També es comencen a desvetllar més secrets sobre les persones que van participar en la creació del virus de la vampirització. La temporada explora el conflicte intern de Bonnie i la seva lluita per evitar que el món sobrenatural es col·lapsi.
Temporada 6
La temporada 6 es centra en les conseqüències de la mort de la mare de Damon, Isobel, i els secrets amagats del passat de la família Salvatore. Els Mikaelson segueixen influenciant l’acció, amb Rebekah intentant trobar la pau, mentre Klaus fa tot el possible per mantenir el seu poder. La relació entre Damon i Elena s'esgota i s'ha de redefinir. Una gran amenaça es presenta amb l’arribada d’un nou enemic, que desitja controlar el món sobrenatural i desfer-se dels Salvatore.
Temporada 7
La temporada 7 es marca per l’absència de Nina Dobrev (Elena Gilbert), ja que el personatge queda en estat de son màgic després de la tragèdia de la temporada anterior. Els protagonistes han d’enfrontar-se a noves amenaces, com l’arribada d’un grup de “heretics” liderats per Lily Salvatore, la mare de Stefan i Damon, que amaga secrets sobre el passat de la família. A més, es presenten nous personatges com Valerie, una heretica amb un profund vincle amb Stefan, i les tensions entre els personatges són més altes que mai, amb l’ombra de Klaus que segueix present en el fons.
Temporada 8 (Última temporada)
Aquesta temporada tanca la història de The Vampire Diaries. El grup ha de lluitar contra una amenaça sobrenatural encara més gran que qualsevol que hagin viscut fins al moment. Stefan i Damon han de fer front a la seva pròpia mortalitat, mentre que la connexió amb Elena es reforça per arribar a un final emotiu. A més, aquesta temporada explora la lluita final per Mystic Falls i la manera en què cada personatge afronta el seu propi destí. L’arribada de Katherine Pierce com l’enemic final en forma de “The Devil” també crea una gran tensió en els episodis finals, i els personatges han de prendre decisions que definiran el seu futur per sempre. El final de la sèrie aporta una conclusió satisfactòria, amb la reunió de Damon i Elena i una tancament emocional per a tots els personatges.

## Personatges
Protagonistes
- Elena Gilbert (Nina Dobrev): és el personatge femení principal. Recentment transformada amb vampir. Ella és la doppelgänger d'Amara, igual que Katherin Pierce (Nina Dobrev). Es troba en un triangle amorós entre els germans Salvatore, en Damon i l'Stefan. Va néixer i créixer el sobrenatural poble de Virginia Mystic Falls. A causa d'un accident de cotxe es queda sense pares junt amb el seu germà Jeremy Gilbert (Steven R. McQueen), vivint amb la seva tieta Jenna Sommers (Sara Canning). Durant tota la seva aparició a la serie té bastantes relacions: abans que els germans Salvatore arribessin al poble surt amb en Matt Donovan (Zach Roerig), després coneix a en Stephan però s'enamora del ser germà, en Damon. I fins als últims dies de la serie tenen un amor bastant profund i real.
- Stefan Salvatore (Paul Wesley): és un dels protagonistes masculins. És un vampir de 168 anys. Va néixer i créixer el sobrenatural poble de Virginia Mystic Falls. És el germà petit de Damon Salvatore i el doppelgänger de Silas. Ha tingut bastantes relacions amoroses amb diferents personatges de la serie: a principi de la història d'aquest home va estar enamorat de la Katherin Pierce, qui el va convertir en un vampir, la "doble" de l'Elena Gilbert, amb qui també va tenir una relació. A finals de la serie acaba casant-se amb la Caroline Forbes després de passar per moltes situacions i aventures amb tots els altres personatges.
- Damon Salvatore (Ian Somerhalder): és un dels protagonistes masculins. És un vampir de 174 anys. Va néixer i créixer el sobrenatural poble de Virginia Mystic Falls. És el germà gran de Stefan Salvatore.

Secundaris
- Jeremy Gilbert: Germà petit d'Elena. Després de reviure té la capacitat de veure fantasmes. Manté una relació amb Bonnie Bennet
- Bonnie Bennett: La millor amiga de l'Elena. Pertany a una família de bruixes, convertint-se ella amb una de molt poderosa. Sempre posa als altres abans que a ella mateixa, sobretot si és l'Elena.
- Matt Donovan: L'únic que es manté humà al llarg de la sèrie. Compleix la típic imatge de noi popular de l'institut. No li agrada estar envoltat de sers sobre naturals, però ho ha d'acabar acceptant, ja que la majoria dels seus amics, per unes circumstàncies o unes altres, ho han acabat sent.
- Caroline Forbes: Sempre aplicada i responsable. Té el rol de líder. Li agrada organitzar-ho tot i ser el centre d'atenció. Amb l'Elena i la Bonnie, formen un grup d'amistat.
- Tyler Lockwood: Molt amic del Matt. Manté una relació amb la Caroline. S'acaba convertint en un home llop.

## Repartiment
| Personatge               | Repartiment original | Doblatge al català    |
| ------------------------ | -------------------- | --------------------- |
| Elena Gilbert            | Nina Dobrev          | Isabel Valls          |
| Stefan Salvatore         | Paul Wesley          | Manel Gimeno          |
| Damon Salvatore          | Ian Somerhalder      | Daniel Albiac         |
| Jeremy Gilbert           | Steven R. McQueen    | Marc Torrents         |
| Bonnie Bennett           | Kat Graham           | Núria Trifol          |
| Caroline Forbes          | Candice King         | Berta Cortés          |
| Jenna Sommers            | Sara Canning         | Marta Barbarà         |
| Sheriff Liz Forbes       | Marguerite Macintyre | Teresa Manresa        |
| Alcalde Richard Lockwood | Robert Pralgo        | Toni Sevilla          |
| Carol Lockwood           | Susan Walters        | Teresa Soler          |
| Anna                     | Malese Jow           | Meritxell Ribera      |
| Isobel Flemming          | Mia Kirshner         | Alicia Laorden        |
| Matt Donovan             | Zach Roerig          | David Jenner          |
| Alaric Saltzman          | Matthew Davis        | Hernan Fernández      |
| Ben Mckittrick           | Sean Faris           | Albert Trifol Segarra |
| Giuseppe Salvatore       | James Remar          | Santi Lorenz          |
| Pearl                    | Kelly Hu             | Mar Roca              |
| John Gilbert             | David Anders         | Jordi Salas           |
| Tyler                    | Michael Trevino      | Àlex De Porrata       |
| Vicki Donovan            | Kayla Ewell          |                       |
| Klaus Mikaelson          | Joseph Morgan        |                       |
| Enzo St. John            | Michael Malarkey     |                       |

## Episodis
La sèrie de televisió té 171 episodis repartits en vuit temporades de 22-23 episodis cadascuna, excepte la vuitena que en té 16.

## Càsting[calcitació]
El primer escollit per interpretar el seu paper va ser Steven R. McQueen (Jeremy Gilbert) al 28 de febrer 2009. Pel paper d'Elena Gilber la primera opció va ser Ashlee Simpson, però en veure la búlgara Nina Dobrev es van decantar clarament per ella en el 8 de març. Ian Somerhalder (Damon Salvatore), Zach Roering (Matt Donovan) i Kayla Ewell (Vicki Donovan) van ser seleccionats al 25 del mateix més. Tots els altres del repartiment van ser anunciats a pocs dies després.

## Spin-off[calcitació]
Diaris de Vampirs ha fet un spin-off basat en la família Mikaelson (The Originals), també coneguda com la família dels vampirs originals: Klaus (Joseph Morgan), Elijah (Daniel Gillies), y Rebeca (Claire Holt). Aquesta sèrie explica la seva vida 200 anys abans que “diaris de vampirs” a Nova Orleans, i es va estrenar el 3 d’octubre de 2013 a la cadena nord-americana The CW. La sèrie va finalitzar el 1 d’agost de 2018, després de cinc temporades.
Legacies és una sèrie de televisió nord-americana de drama sobrenatural creada per Julie Plec. És una seqüela i spin-off de les sèries The Vampire Diaries i The Originals, formant part de l'univers televisiu conegut com a The Vampire Diaries Universe. La sèrie es va estrenar el 25 d'octubre de 2018 a la cadena nord-americana The CW i va finalitzar el 16 de juny de 2022, després de quatre temporades.